# ریبنووو
ریبنووو (به بلغاری: Ribnovo) یک منطقهٔ مسکونی در بلغارستان است که در شهرستان گارمن واقع شده‌است.
 ریبنووو ۳۰٫۰۸۶ کیلومتر مربع مساحت و ۲٬۴۴۶ نفر جمعیت دارد.